# Шварц, Борис Аронович
Борис Аронович Шварц — инженер, специалист в области радиосвязи, лауреат Сталинской премии (1946).

## Биография
В конце 1930-х годах окончил МИИС (Московский институт инженеров связи).
Работал инженером и начальником Научно-исследовательской лаборатории Наркомсвязи, затем — старшим научным сотрудником ЦНИИ связи, с 1949 года — в НИИ-100.
После войны без отрыва от работы окончил аспирантуру Московского электротехнического института связи (МЭИС), кандидат технических наук.
В 1953 году направлен в только что организованный Новосибирский электротехнический институт связи, там заведовал кафедрой «Радиовещание и акустика», а с 1957 года также созданной при ней научно-исследовательской лабораторией № 1 (НИЛ-1) (разрабатывались методы и аппаратура автоматического контроля качественных показателей тракта радиовещания).
Профессор.

## Научные труды
- Оперативная беспроводная индуктивная связь внутри предприятия [Текст] : (Основы теории и расчета). — 2-е изд., перераб. и доп. — Москва : Связь, 1978. — 206 с. : ил.; 21 см.
- Двусторонняя беспроводная индуктивная связь внутри предприятия [Текст] : (Основы расчета). — [Москва] : Связь, 1971. — 159 с. : черт.; 21 см.
- Дуплексная радиосвязь при совместной установке передатчиков и приемников [Текст]. — Москва : Связьиздат, 1953. — 56 с. : черт.; 22 см. — (Лекции по технике связи/ М-во связи СССР. Техн. отд.).

## Награды и звания
- Сталинская премия 2 степени (1946 год) — за изобретение новых приборов связи.
- Орден Трудового Красного Знамени (18.05.1943).